# 茲沃蒂斯托克
茲沃蒂斯托克是波蘭的城鎮，位於該國西南部，距離首府弗罗茨瓦夫77公里，毗鄰與捷克接壤的邊境，由下西里西亞省負責管轄，面積7.73平方公里，2006年人口2,930。
50°26′47″N 16°52′59″E / 50.44639°N 16.88306°E